# Balise Transmission Module

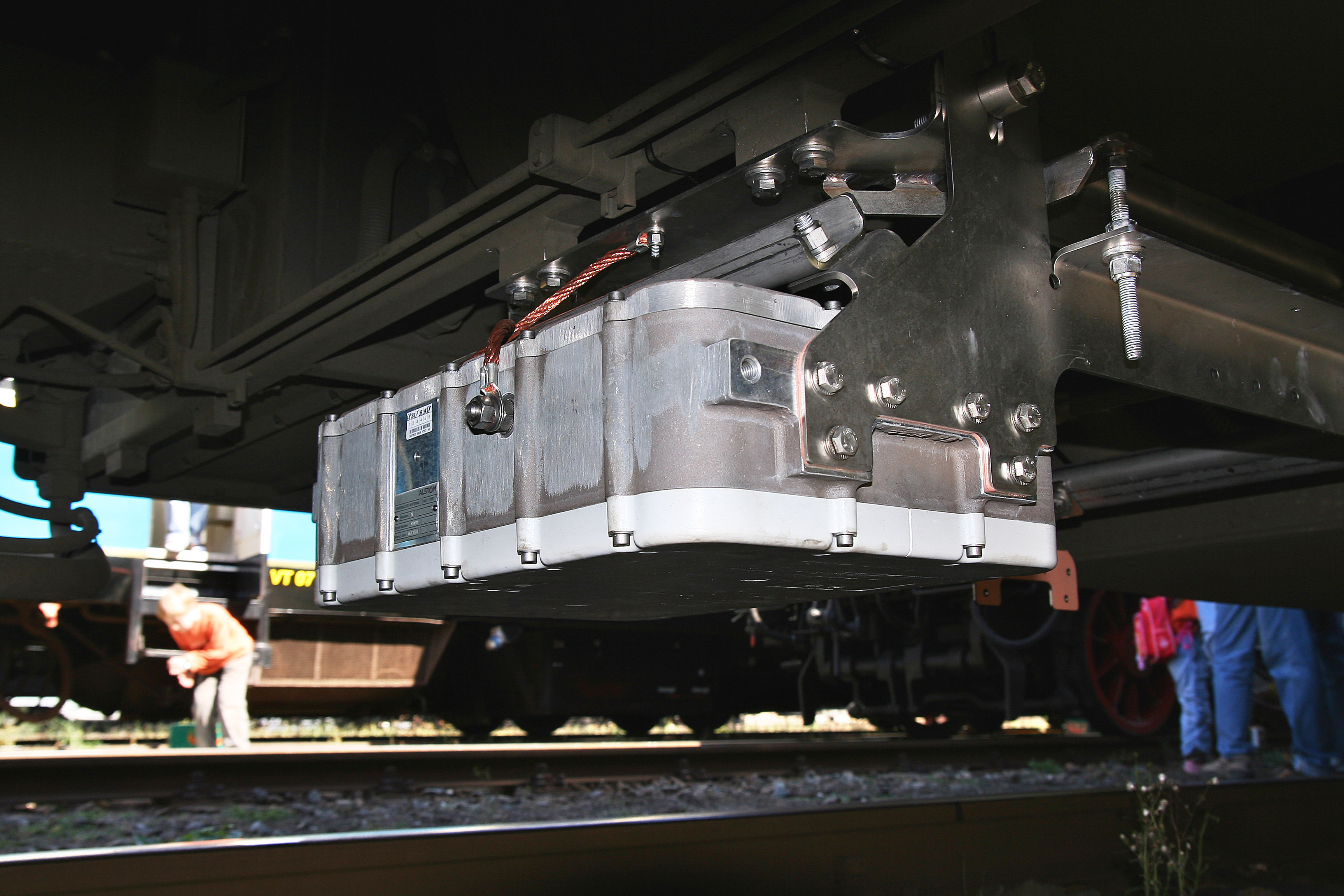
BTM-antenn placerad under ett lokomotiv

Balise Transmission Module eller BTM är en sändare / mottagare som placeras under ett järnvägsfordon och kan aktivera sk. Eurobaliser placerade i spåret och sedan mottaga meddelanden som de aktiverade baliserna sänder. Informationen används för att meddela tågets position och de hastigheter som är tillåtna framöver. BTM ingår i den Europeiska standarden för styrning av järnvägstrafik ERTMS.
BTM:s sändare avger ett elektromagnetiskt fält som aktiverar en resonanskrets i baliserna vilken ger dem den energi som krävs för att sända sina meddelanden.
En BTM kan även kompletteras med en "Specific Transmission Module" - STM, som är en motsvarande sändare / mottagare, men anpassad till ett tidigare nationellt system - i Sverige ATC-systemet.